# Kumi Kōda
Kumi Kōda (jap. 倖田 來未 Kōda Kumi), właściwie Kumiko Kōda (jap. 神田 來未子 Kōda Kumiko; ur. 13 listopada 1982 w Kioto) – japońska piosenkarka pop, znana ze swoich popowych i R&B piosenek.

## Kariera muzyczna
Jej debiutancką piosenką była „Take Back” wydana w 2000 roku. Nie odnosiła większych sukcesów, aż do wydania siódmego singla „Real Emotion / 1000 no Kotoba”. Od 2011 roku jej mężem jest KENJI03 (ケンジスリー) z zespołu BACK-ON.
Jej popularność wzrosła wraz z wydaniem czwartego albumu studyjnego pt. „Secret” (2005), szesnastego singla pt. „Butterfly” (2005) i płyty z największymi przebojami pt. „Best: First Things” (2005).
Choć jej wcześniejszy styl był konserwatywny, miała spokojny image, to już w 2003 roku Koda przyjęła bardziej prowokujący styl. W związku z tym wizerunkiem, stała się liderem mody wśród młodych kobiet, wyznaczała trendy, takie jak styl URE-kakkii. Zdobyła też wiele nagród modowych, takich jak „Best Jeanist Award” oraz tytuł „Nail Queen”. Od kiedy zdobyła popularność, Koda została twarzą wielu reklam i dawała głos do wielu z nich.
W 2006 i 2007 roku Oricon oznajmił, że Kōda jest najlepiej sprzedawaną artystką roku.
Jonathan Ross nazwał ją japońską Christiną Aguilerą. Piosenkarka była też wielokrotnie porównywana do Britney Spears.
Kumi Kōda sprzedała ponad 15 mln płyt, co spowodowało, że zajęła osiemnaste miejsce na liście najlepiej sprzedawanych, solowych artystek japońskich wszech czasów.

## Dyskografia

### Albumy
- (2002.03.27) affection[9]
- (2003.03.19) grow into one[9]
- (2004.02.18) feel my mind[9]
- (2005.02.09) secret[9]
- (2005.09.21) BEST ~first things~[9]
- (2006.03.08) BEST～second session～[9]
- (2006.12.20) Black Cherry[9]
- (2008.01.30) Kingdom[9]
- (2009.01.28) TRICK[9]
- (2009.03.25) KODA KUMI DRIVING HIT’S[9]
- (2009.03.25) OUT WORKS & COLLABORATION BEST[9]
- (2010.02.03) BEST~third universe~ & 8th AL „UNIVERSE” (Shidax Edition) (シダックス盤)[9]
- (2010.02.03) BEST~third universe~& 8thAL „UNIVERSE” (Best+Chaku-uta) (ベスト+着うた)[9]
- (2010.03.31) KODA KUMI DRIVING HIT’S 2[9]
- (2010.10.13) ETERNITY ~Love & Songs~[9]
- (2011.03.02) Dejavu[9]
- (2011.05.04) KODA KUMI DRIVING HIT’S 3[9]
- (2012.01.25) JAPONESQUE[9]
- (2012.02.01) JAPONESQUE (CD+Photobook+Goods) (CD+写真集+グッズ)[9]
- (2012.03,14) Koda Kumi Driving Hit’s 4[9]
- (2012.03.14) KODA KUMI LIVE TOUR 2011 ~Dejavu~ LIVE CD[9]
- (2012.08.01) Beach Mix[9]
- (2013.02.27) Color the Cover [CD-only][9]
- (2013.03.20) Koda Kumi Driving Hit’s 5[9]
- (2013.03.20) Koda Kumi Premium night ～Love & Songs～ (Fan Club Only) (ファンクラブ限 定販売)[9]
- (2014.02.26) Bon Voyage[9]
- (2014.03.19) Koda Kumi Driving Hit’s 6[9]
- (2015.03.18) WALK OF MY LIFE[9]
- (2017.03.08) W FACE ~inside~[9]
- (2017.03.08) W FACE ~outside~[9]
- (2018.02.28) AND[9]